# Зелений міст (Манаті)
Зелений міст — міст, що проходить по шосе US 41 Business над річкою Манати між Палметто та Брадентоном, Флорида. Нинішній Зелений міст, побудований у 1986 році, має висоту 40 футів (12 м) високий і має чотири смуги. Оригінальний Зелений міст, який частково все ще стоїть як рибальський пірс, був побудований у 1927 році та названий на честь Еммета П. Гріна, місцевого жителя, який служив у державній дорожній раді.
Перший автомобільний міст, побудований через річку Ламантин між Брадентоном і Палметто, був відкритий у 1910 році і отримав назву Міст Девіса . Міст Девіса був дерев'яним платним мостом, побудованим CH Davis, який мав одну смугу та місця для пропуску. Міст Девіса проходив від сучасної 9-ї Східної вулиці (розташованої в тодішньому сусідньому Ламантині) до місця розташування грейпфрутових гаїв Етвуд на захід від Еллентона. Це було на схід від колишнього мосту Сіборд Ейрлайн Рейлроуд .
Другий міст, відомий як Міст Перемоги, був відкритий у серпні 1919 року від нинішньої 9-ї вулиці Вест у Брадентоні до 8-ї авеню в Пальметто (місце нинішнього Зеленого мосту). Фінансування мосту надходило від випуску облігацій як Брадентоном, так і Палметто. Міст Перемоги також був дерев'яною спорудою і мав дві смуги. Його назвали на честь недавньої перемоги Сполучених Штатів у Першій світовій війні проти Центральних держав. Під час будівництва мосту Перемоги муніципальна влада Манати намагалася купити міст Девіса та оприлюднити його, але угода так і не відбулася. Іншу частину мосту Девіса в кінцевому підсумку було демонтовано, за винятком його поворотного прольоту, який був проданий уряду округу та повторно використаний для будівництва першого мосту на острів Снід у 1920 році.

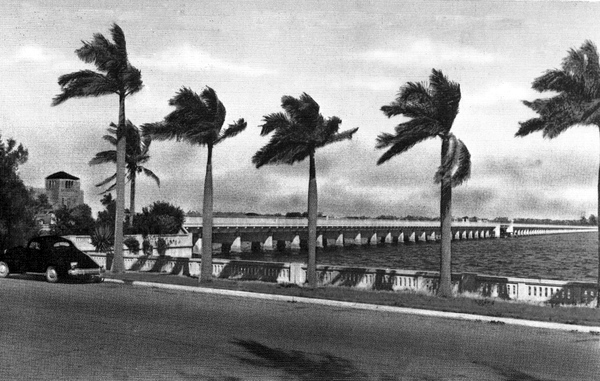
Оригінальний Зелений міст через річку Манати

Початковий Зелений міст був замінений нинішнім Зеленим мостом у 1986 році. Нинішній міст складається з чотирьох смуг і є мостом із фіксованим прольотом заввишки 40 футів. Його збудували на місці попереднього мосту Перемоги. Частина оригінального Зеленого мосту на північному березі річки була перетворена на рибальський пірс.
Через Зелений міст проходитиме маршрут Таміамі (Шлях США 41), який було завершено через Флориду наприкінці 1920-х років. На початку 1950-х років US Route 301 було продовжено на південь від Тампи до Сарасоти. US 301 перетне оригінальний Зелений міст одночасно з US 41 через річку Manatee.
До середини 1950-х років оригінальний Зелений міст дедалі більше не міг обслуговувати зростаючий обсяг трафіку через річку Манати. У результаті Департамент транспорту Флориди побудував міст Ернандо Дезото за півмилі на схід у 1957 році. Після його завершення як US 41, так і US 301 були перенаправлені на міст Десото, який мав чотири смуги та міст з вищим фіксованим прольотом. Оригінальний Зелений міст залишався в експлуатації, його маршрут став бізнес-маршрутом US 41.
Міст Перемоги був сильно пошкоджений ураганом у 1926 році і згодом був визнаний небезпечним. Наступного року замість мосту Перемоги був побудований оригінальний Зелений міст. Під час будівництва пором працював до завершення будівництва Зеленого мосту в 1927 році. Оригінальний Зелений міст був бетонною спорудою з підйомним мостом для руху суден.